# Williamina Fleming
Williamina Paton Stevens Fleming (15 tháng 5 năm 1857 – 21 tháng 5 năm 1911) là một nhà thiên văn học người Scotland. Trong sự nghiệp của mình, bà đã góp phần phát triển một hệ thống định danh chung cho các ngôi sao cùng với việc xây dựng danh mục hàng ngàn ngôi sao và các hiện tượng thiên văn khác. Một trong những thành tựu thiên văn học nổi bật của Fleming là việc phát hiện ra Tinh vân Đầu Ngựa vào năm 1888.